# Pitypangszövő
A pitypangszövő (Lemonia taraxaci) a Brahmaeidae családba tartozó, Dél- és Kelet-Európában honos éjjeli lepkefaj.

## Megjelenése
A pitypangszövő szárnyfesztávolsága 4,0-5,6 cm, a nőstények kissé nagyobbak. Szárnyai egyszínűek, a hímek esetében élénkebb sárga, a nőstényeknél halványsárga vagy fehéres. A szárnyak felső pereme közelében, középtájon kis, fekete, háromszög alakú folt látható. Fonákja fakó. A szárnyak rojtja kissé sötétebb az alapszínnél. A tarkó és a tor bozontosan szőrös, a hímeknél vörhenyesbarna, a nőstényeké világosabb, kissé narancssárga színű. A hímek potroha sötétbarna, ritkás vörhenyes koronaszőrökkel. A nőstény potrohán keskeny sárga gyűrűk figyelhetők meg.  
Változékonysága nem számottevő.
Hernyójának hátoldala sárgásbarna, oldalt és hasán barna, szelvényeinek oldalán nagy fekete foltok láthatók. Bábja vörösbarna.

### Hasonló fajok
Magyarországon nem él hasonló színű lepke.  

## Elterjedése
Európában fordul elő Délkelet-Franciaországtól Olaszországon, a Balkánon és a Kárpát-medencén keresztül a délorosz sztyeppékig. Magyarországon a nyugati határszélen, Budapest és Kaposvár környékén, valamint az Északi-középhegységben találták meg.     

## Életmódja
Hegyvidéki sziklagyepek, sztyepplejtők, nyílt rétek lepkéje. Az Alpokban 2500 méterig megtalálható. 
Az imágó éjjel aktív. Évente egy nemzedéke repül augusztus végétől szeptember végéig vagy október elejéig. A nőstény nagyobb csomókban rakja le petéit a tápnövény leveleire. Petéi áttelelnek, tavasszal kelnek ki a hernyók, amelyek hölgymál-fajok (Hieracium spp.), bakszakáll-fajok (Tragopogon spp.), oroszlánfog-fajok (Leontodon spp.), zörgőfű-fajok (Crepis spp.) vagy gyermekláncfű (Taraxacum officinale) leveleivel táplálkoznak. Melegebb éghajlaton júniusban, a magashegyekben csak augusztus elején bebábozódik a talaj felszínén vagy a felszín alatt. Az imágó lyukat kapar a talajba, ahová rossz idő esetén behúzódik.
Magyarországon védett, természetvédelmi értéke 10 000 Ft.

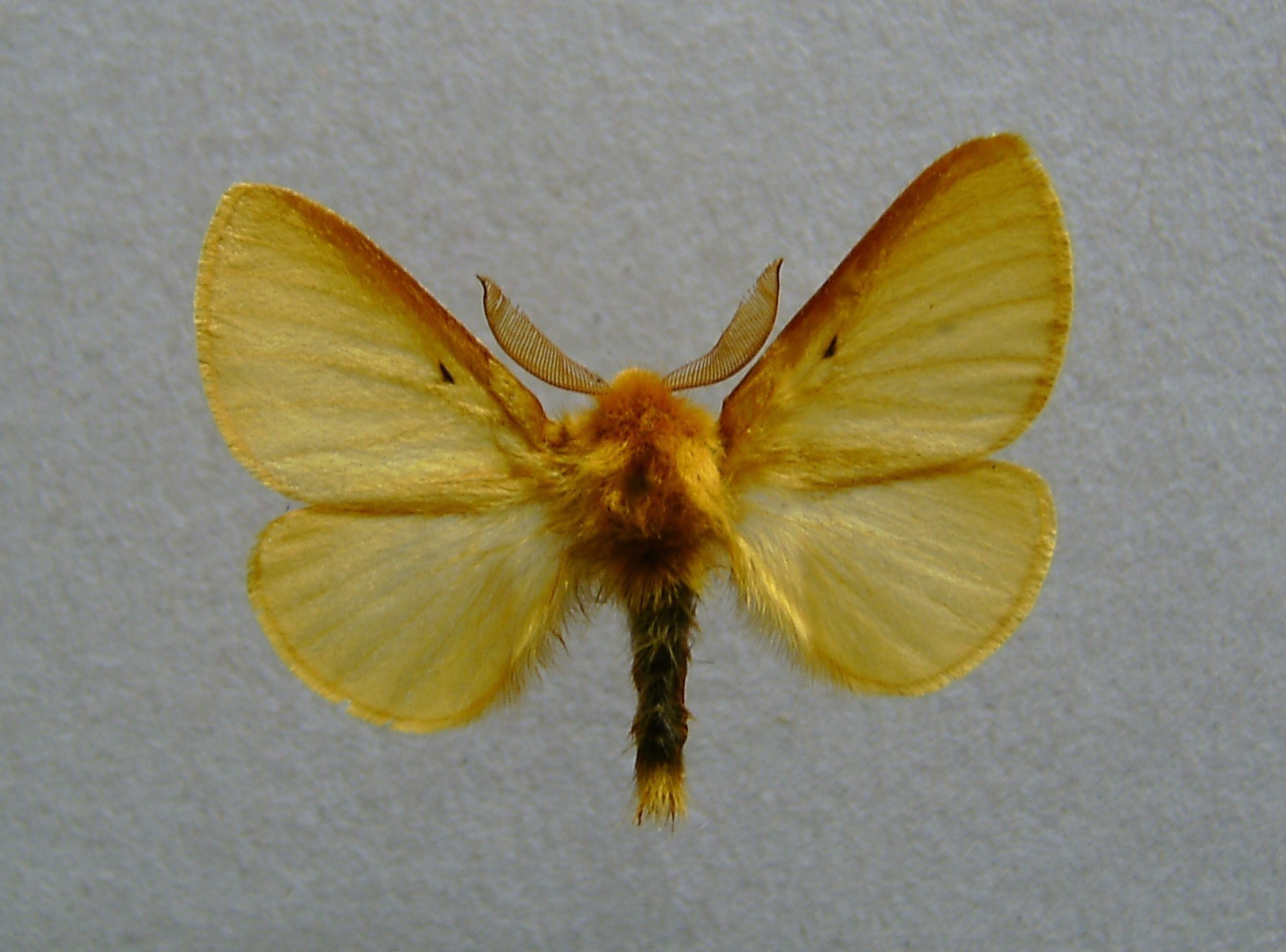
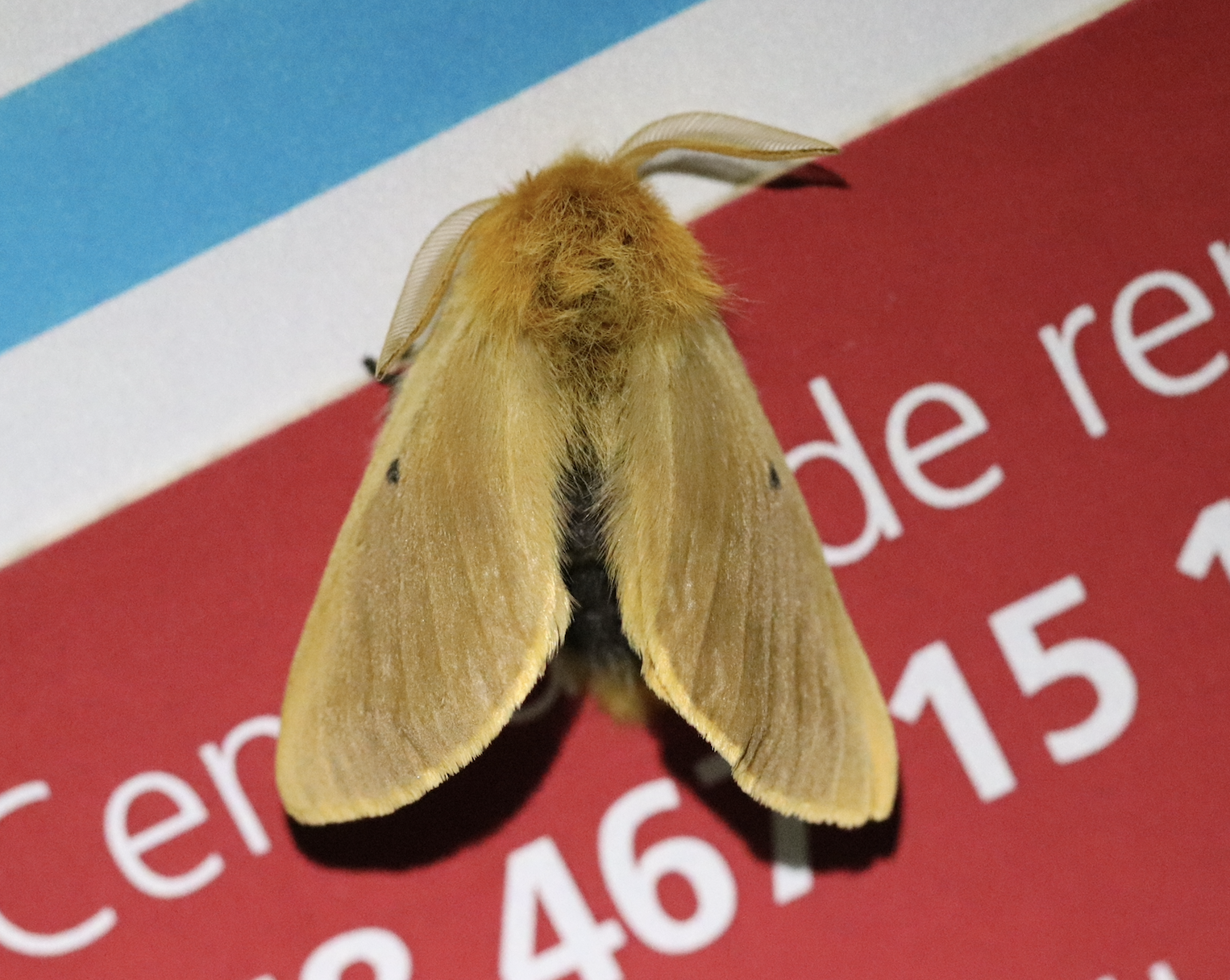
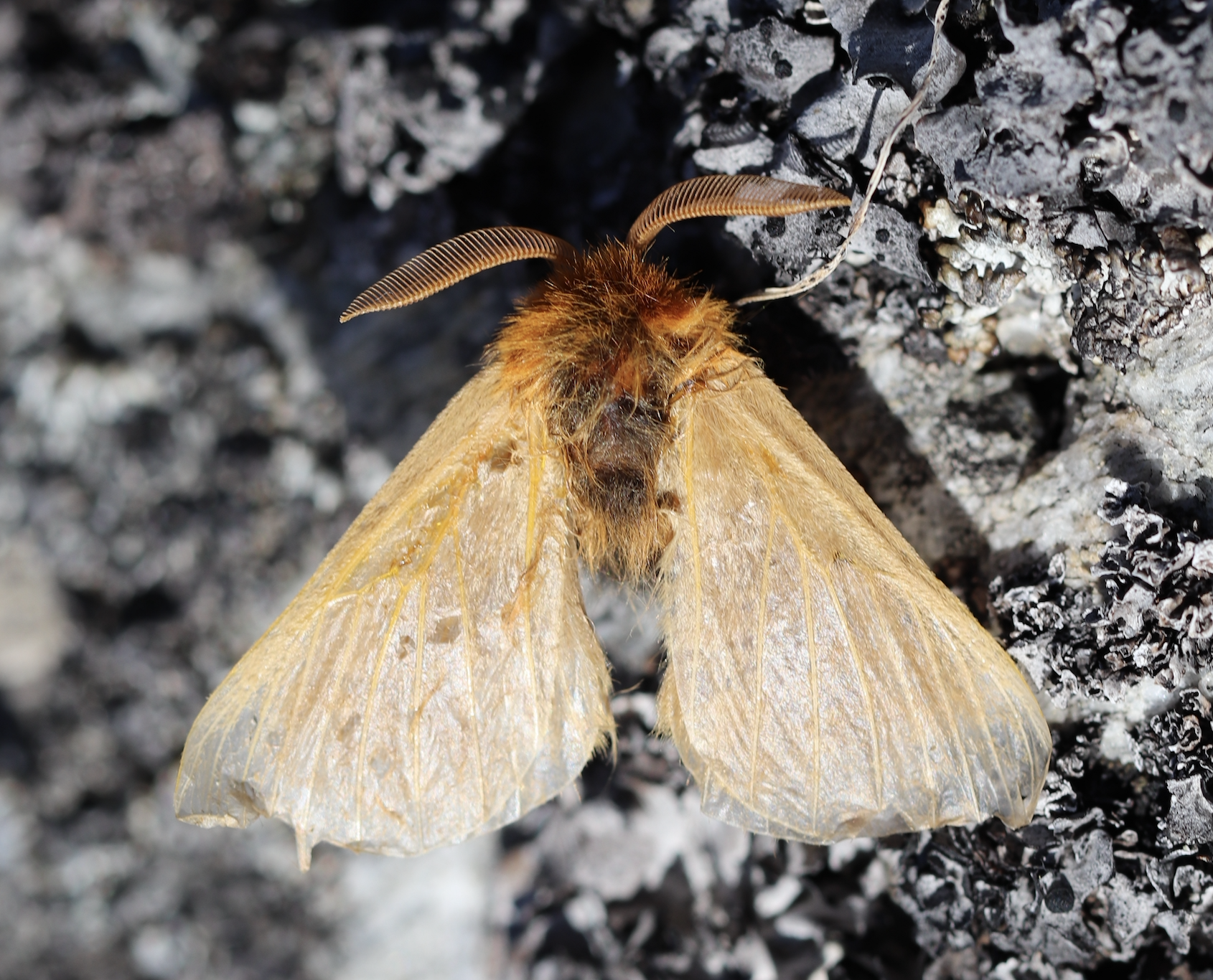
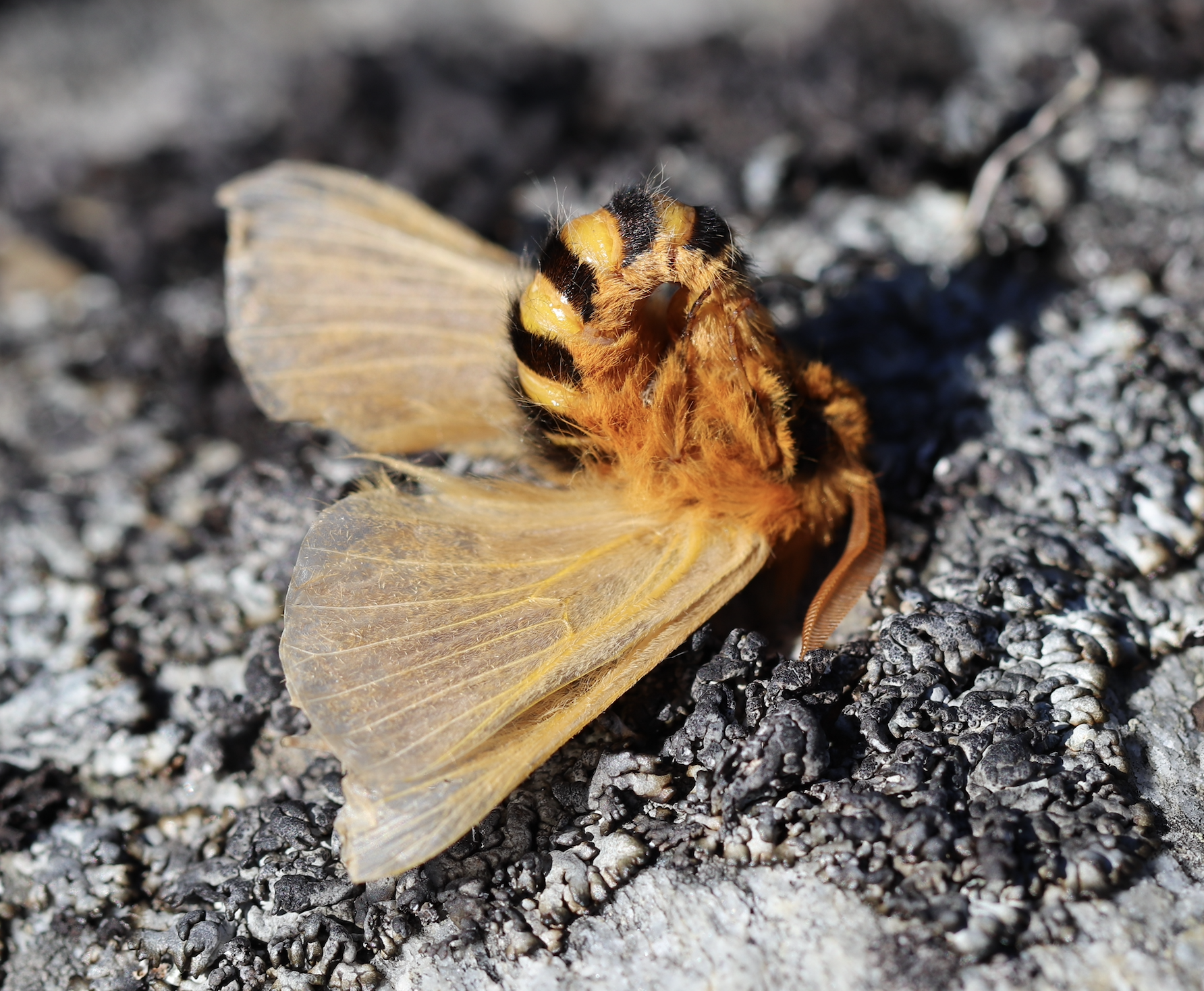